# Luc LaRochelle
Luc LaRochelle, né le 12 mars 1947 à Montréal, a exercé le droit pour ensuite se consacrer à l'écriture.

## Biographie
Né à Montréal le 12 mars 1947, Luc LaRochelle fréquente à partir de 1966 l'Université de Sherbrooke.  Il y obtient un baccalauréat es arts en 1967, une licence en droit en 1970, ainsi qu’un MBA en 1974. Toujours à l'Université de Sherbrooke, il complète en 2003 la scolarité du doctorat en études françaises, à la Faculté des lettres et sciences humaines où il est chargé de cours en création littéraire,.
À l’été 1969, il obtient un certificat en droit international des affaires au City of London College en Angleterre.
En 2000, il obtient une maîtrise es arts en création littéraire à l’Université du Québec à Montréal.
Il fait carrière comme avocat d’affaires au sein du cabinet Borden Ladner Gervais (BLG). Il s'y spécialise dans le domaine de l’encadrement juridique du financement public des entreprises. Il siège au conseil d’administration de plusieurs sociétés et organismes dont, à partir de juin 2008 et pendant huit ans, le conseil d’administration du Conseil des arts du Canada.
Impliqué dans le milieu des arts visuels, notamment comme co-auteur du Code d’éthique du Conseil de la sculpture du Québec et comme membre du conseil d’administration de la revue Vie des Arts, Luc LaRochelle constitue une importante collection de plus 1 500 œuvres d’art contemporain qui ont fait l’objet d'expositions, notamment à l’université Bishop’s,, au Musée des Beaux-Arts de Sherbrooke, à la Galerie d'art Stewart Hall de Pointe-Claire et à l’Université de Sherbrooke. Au fil des années, il fait don de la majorité de ses œuvres aux collections permanentes de divers musées et universités québécoises. 

## Écriture
Dès 1997, Luc LaRochelle publie plusieurs nouvelles dans XYZ : la revue de la nouvelle. Il collabore ensuite à d’autres revues littéraires canadiennes, telles Sabord, L’Inconvénient, Jet d’encre, dont il est l’un des fondateurs, Virages, Brèves littéraires et Moebius. C’est d’ailleurs J’ai frappé à toutes les portes, une suite de nouvelles parue dans cette dernière revue, qui lui vaut de recevoir, en 2001, le prix de la bande à Moebius et d’être retenu comme finaliste du Prix Odyssée 2002 pour la catégorie Texte de fiction/revues et journaux.
En France, une nouvelle paraît sous la rubrique « La nouvelle de la quinzaine » sur le site web de la Revue rue Saint-Ambroise. De plus, un de ses poèmes y est publié dans la revue Bacchanales. Il publie en tout une cinquantaine de textes en revue.
Ses textes de fiction, comme des instantanés de la condition humaine, poussent au maximum, par leur brièveté, l’esthétique de l’éclatement du discours : de manière quasi-photographique, ils mettent en scène des personnages confrontés à leurs déceptions et à la souffrance.
Son premier livre, Ada regardait vers nulle part, est finaliste en 2001 du Prix Alfred Desrochers. Ce titre reçoit un accueil favorable et fait l’objet de plusieurs articles dans les journaux et les revues littéraires. Ils sont unanimes à faire ressortir l’atmosphère sombre et fataliste des récits, caractérisés par leur concision et leur aspect percutant,,,,.
Son second recueil de nouvelles, Amours et autres détours, est publié à l’automne 2002 . Encore une fois, l’auteur retrace les preuves d’un échec moral et met en scène des protagonistes qui voient leur existence basculer en raison de cet échec, dans un style caractérisé par son minimalisme,.
À l'automne 2004, il publie un premier recueil de poèmes intitulé Ni le jour ni la nuit, où l’on retrouve les mêmes tonalités, dictées par une vision assombrie de l’existence, même si « rien n’est totalement noir, ni totalement blanc » .
Suivent en 2006 Fugues en sol d’Amérique et en 2009 Hors du bleu, deux recueils de nouvelles. Dans le premier, il est question de l’aliénation et de la solitude de personnages condamnés à l’errance dans les méandres d’une vie banale,,,, et dans le second, les personnages se nourrissent de réminiscences, de regrets tardifs ou de souvenirs nostalgiques,,pour justifier leur présence au monde.
En 2010 paraît L’évadé, son deuxième recueil de poèmes.
Il collabore avec le sculpteur Michel Goulet entre autres en écrivant les textes intégrés dans des installations sculpturales situées à Sherbrooke,,, Vancouver, Granby et au Havre en France.
Luc LaRochelle a été membre de l’Union des écrivaines et écrivains québécois et a participé à titre de mentor à son programme de parrainage des jeunes écrivains.
Des élèves du Cégep du Vieux-Montréal, inscrits dans un cours obligatoire de Littérature et culture contemporaines, s’inspirent du recueil Ada regardait vers nulle part pour écrire et publier 22 textes sous le titre Le vieux regardait vers Nada.

## Œuvre

### Nouvelles
- Ada regardait vers nulle part : nouvelles, Montréal : Les Herbes rouges, 2000, 93 p.  (ISBN 2-89419-170-7) [aussi en livre audio : Montréal : INCA, 2009.]
- Amours et autres détours : récits, Montréal : Triptyque, 2002, 121 p.  (ISBN 2-89031-452-9)
- Fugues en sol d'Amérique : nouvelles, Montréal : Leméac, 2006, 165 p.  (ISBN 978-2-7609-3284-5)
- Hors du bleu : nouvelles, Montréal : Triptyque, 2009, 149 p.  (ISBN 978-2-89031-660-7)

### Poésie
- Ni le jour, ni la nuit : poésie, Montréal : Triptyque, 2004, 76 p.  (ISBN 2-89031-514-2)
- L'évadé : poésie, Montréal : Triptyque, 2010, 71 p.  (ISBN 978-2-89031-701-7)

### Livres d’artiste
- Postures, eaux-fortes de Denise Lapointe ; texte de Luc LaRochelle, Montréal : [Éditions du] Silence, [14] f.; 20 x 29 cm, 2001,  (ISBN 2-920180-57-6). Édition limitée à 54 exemplaires et numérotés, signés par l’artiste et l’auteur dont 8 ex. hors commerce. Le papier provient de la Papeterie Saint-Armand.
- Le livre de l’immense cité, Sherbrooke : Université de Sherbrooke, 2013. Livre d’artiste composé de 30 textes de Luc LaRochelle traités artistiquement par Michel Goulet et 30 images de Michel Goulet imprimées sous une couverture originale en acier inoxydable brossé. Chaque exemplaire du livre est remis tous les deux ans par l’Université de Sherbrooke à un grand ambassadeur ou une grande ambassadrice.

### Collaborations à des œuvres artistiques
- Black Dark Board, dans le cadre de l'exposition Faire surface, Michel Goulet, Galerie d'art Antoine-Sirois, Université de Sherbrooke, Québec[31]
- Echoes, Michel Goulet, 16 unique stainless-steel chairs, Kitsilano Beach, Vancouver, Colombie-Britannique[32]
- Nulle part / Ailleurs, Michel Goulet, 2002, acier galvanisé. Collection de la Ville de Sherbrooke. Marché de la Gare de Sherbrooke
- Voix / Voies, Michel Goulet, Biennale d’art contemporain du Havre 2006, Le Havre, France[34]